# Élections législatives srilankaises de 1994
Les élections législatives srilankaises de 1994 ont marqué la fin des 17 ans de pouvoir du parti nationaliste United National Party

## Contexte
La démocratie au Sri Lanka semblait condamnée alors que les présidences successives de Jayewardene et Premadasa ont interdit arbitrairement les partis d'oppositions, muselaient sévèrement les médias et utilisaient couramment des escadrons de la mort, de la torture et des enlèvements dans les deux conflits civils contre les tamouls de LTTE et les communistes marxistes de JVP. L'UNP avait simplement annulé les élections législatives de 1983, et son contrôle des médias l'a conduit à la victoire aux élections présidentielle de 1988 et législatives de 1989.
La population était de plus en plus lasse de la guerre, et épuisée par le nationalisme cingalais. En promettant un retour à la paix et à la démocratie, Chandrika Kumaratunga, chef du Sri Lanka Freedom Party, a formé une coalition avec des petits partis de gauche et a créé la People's Alliance. C'était en quelque sorte une renaissance de la coalition de ses parents, les 2 anciens premiers ministres Solomon Bandaranaike et Sirimavo Bandaranaike, mais cette fois, en faisant campagne pour le rapprochement avec les Tamouls plutôt que dans leur marginalisation.

## Système électoral
Les élections législatives ont lieu tous les six ans pour élire les 225 membres du Parlement. Le pays est divisé en 22 districts électoraux, et chaque district se voit attribuer un nombre spécifique de sièges en fonction de sa population, avec 196 sièges. Lors de l'élection, les partis se disputant dans un district donné se voient attribuer un certain nombre de sièges en fonction du nombre de votes obtenus. Les 29 sièges restants sont répartis entre les partis politiques sur la base du pourcentage au vote national reçu par chaque parti.
Comme le Sri Lanka était une ancienne colonie britannique, et un ancien dominion du Commonwealth, le pays pratique le système de Westminster, couplé avec du bipartisme. Il y a donc un parti politique vainqueur, dont le chef deviendra le nouveau Premier ministre, et un chef de l'opposition. Comme il est impossible pour un simple parti politique d'obtenir la majorité parlementaire, le pays fonctionne avec des alliances de partis. 
Ces alliances changent régulièrement à chaque élection, mais ce sont les 2 même partis politiques cingalais qui se partagent le pouvoir depuis 30 ans :
- La gauche socialiste représentée par l'United People's Freedom Alliance, dont l'ancien nom était la People's Alliance.
- La droite conservatrice représentée par l'United National Front for Good Governance, dont les anciens noms étaient l'United National Front, et l'United National Party.

## Résultats
Résumé du résultats des élections législatives de 1994
| Alliances et parties  | Alliances et parties | Votes      | %       | Chaises  | Chaises  | Chaises |
| Alliances et parties  | Alliances et parties | Votes      | %       | District | National | Total   |
| --------------------- | --- | ---------- | ------- | -------- | -------- | ------- |
|                       | People's Alliance - Parti communiste du Sri Lanka - Desha Vimukthi Janatha Party - Lanka Sama Samaja Party - Sri Lanka Freedom Party - Sri Lanka Mahajana Pakshaya | 3 887 823  | 48.94%  | 91       | 14       | 105     |
|                       | United National Party - Ceylon Workers' Congress - United National Party                                                                                           | 3 498 370  | 44.04%  | 81       | 13       | 94      |
|                       | Eelam People's Democratic Party | 10 744     | 0.14%   | 9        | 0        | 9       |
|                       | Sri Lanka Muslim Congress | 143 307    | 1.80%   | 6        | 1        | 7       |
|                       | Tamil United Liberation Front | 132 461    | 1.67%   | 4        | 1        | 5       |
|                       | Eelam Revolutionary Organisation of Students People's Liberation Organisation of Tamil Eelam Tamil Eelam Liberation Organization - EROS - PLOTE - TELO , - DPLF    | 38 028     | 0.48%   | 3        | 0        | 3       |
|                       | Sri Lanka Progressive Front - Janatha Vimukthi Peramuna | 90 078     | 1.13%   | 1        | 0        | 1       |
|                       | Up-Country People's Front | 27 374     | 0.34%   | 1        | 0        | 1       |
|                       | Mahajana Eksath Peramuna | 68 538     | 0.86%   | 0        | 0        | 0       |
|                       | Independents | 33 809     | 0.43%   | 0        | 0        | 0       |
|                       | Eelam People's Revolutionary Liberation Front | 9 411      | 0.12%   | 0        | 0        | 0       |
|                       | Nava Sama Samaja Party | 2 094      | 0.03%   | 0        | 0        | 0       |
|                       | People's Freedom Front | 813        | 0.01%   | 0        | 0        | 0       |
|                       | Democratic Workers' Congress | 589        | 0.01%   | 0        | 0        | 0       |
|                       | Sinhalaye Mahasammatha Bhoomiputra Pakshaya | 267        | 0.00%   | 0        | 0        | 0       |
| Votes valides         | Votes valides | 7 943 706  | 100.00% | 196      | 29       | 225     |
| Votes rejetés         | Votes rejetés | 400 389    |         |          |          |         |
| Nombre de votes       | Nombre de votes | 8 344 095  |         |          |          |         |
| Électeurs enregistrés | Électeurs enregistrés | 10 945 065 |         |          |          |         |
| Participation         | Participation | 76.24%     |         |          |          |         |